# Comunità montana del Partenio
La Comunità montana del Partenio era una comunità montana campana della provincia di Avellino con sede a Pietrastornina. L'ente si estendeva nella parte occidentale del territorio provinciale a ridosso del comune capoluogo. 
I comuni appartenenti a tale ente erano:
- Altavilla Irpina
- Capriglia Irpina
- Cervinara
- Chianche
- Grottolella
- Mercogliano
- Montefalcione
- Montefredane
- Montefusco
- Montemiletto
- Ospedaletto d'Alpinolo
- Pannarano (enclave della provincia di Benevento)
- Petruro Irpino
- Pietrastornina
- Roccabascerana
- Rotondi
- San Martino Valle Caudina
- Sant'Angelo a Scala
- Santa Paolina
- Summonte
- Torrioni
- Tufo

Nel 2008 la Regione Campania ne ha deciso l'accorpamento con la Comunità montana Vallo di Lauro e Baianese nell'ambito di un processo di riorganizzazione di carattere regionale, che ha portato alla nascita della Comunità montana Partenio - Vallo di Lauro. 
A causa di criteri d'ammissione molto stringenti, comunque, non tutti i comuni del vecchio ente sono entrati a far parte del nuovo. È questo il caso di:
- Altavilla Irpina;
- Capriglia Irpina;
- Chianche;
- Grottolella;
- Montefalcione;
- Montefredane;
- Montemiletto;
- Petruro Irpino;
- Roccabascerana;
- Tufo.

Tali centri difettano nei requisiti altimetrici, poiché caratterizzati da un territorio prevalentemente pianeggiante.